# Copa del Mundo de Esquí Alpino de 2009-10
La Copa del Mundo de Esquí Alpino de 2009-10 se celebró del 24 de octubre de 2009 al 14 de marzo de 2010 bajo la organización de la Federación Internacional de Esquí (FIS). La final se celebró en la localidad de Garmisch Partenkirchen (Alemania).

## Tabla de honor
| Categoría       | Masculino        | Nación         | Femenino      | Nación         |
| --------------- | ---------------- | -------------- | ------------- | -------------- |
| General         | Carlo Janka      | Suiza          | Lindsey Vonn  | Estados Unidos |
| Descenso        | Didier Cuche     | Suiza          | Lindsey Vonn  | Estados Unidos |
| Eslalon         | Reinfried Herbst | Austria        | Maria Riesch  | Alemania       |
| Eslalon Gigante | Ted Ligety       | Estados Unidos | Kathrin Hölzl | Alemania       |
| Super Gigante   | Erik Guay        | Canadá         | Lindsey Vonn  | Estados Unidos |
| Combinada       | Benjamin Raich   | Austria        | Lindsey Vonn  | Estados Unidos |

## Ganadores por disciplina - masculino

### General
| Puesto | Nombre         | País    | Puntos |
| ------ | -------------- | ------- | ------ |
| Oro    | Carlo Janka    | Suiza   | 1197   |
| Plata  | Benjamin Raich | Austria | 1091   |
| Bronce | Didier Cuche   | Suiza   | 952    |

### Descenso
| Puesto | Nombre       | País   | Puntos |
| ------ | ------------ | ------ | ------ |
| Oro    | Didier Cuche | Suiza  | 528    |
| Plata  | Carlo Janka  | Suiza  | 448    |
| Bronce | Werner Heel  | Italia | 292    |

### Eslalon
| Puesto | Nombre            | País    | Puntos |
| ------ | ----------------- | ------- | ------ |
| Oro    | Reinfried Herbst  | Austria | 534    |
| Plata  | Julien Lizeroux   | Francia | 512    |
| Bronce | Silvan Zurbriggen | Suiza   | 365    |

### Eslalon Gigante
| Puesto | Nombre         | País           | Puntos |
| ------ | -------------- | -------------- | ------ |
| Oro    | Ted Ligety     | Estados Unidos | 412    |
| Plata  | Carlo Janka    | Suiza          | 341    |
| Bronce | Benjamin Raich | Austria        | 331    |

### Super Gigante
| Puesto | Nombre             | País    | Puntos |
| ------ | ------------------ | ------- | ------ |
| Oro    | Erik Guay          | Canadá  | 331    |
| Plata  | Michael Walchhofer | Austria | 316    |
| Bronce | Aksel Lund Svindal | Noruega | 314    |

### Combinada
| Puesto | Nombre         | País    | Puntos |
| ------ | -------------- | ------- | ------ |
| Oro    | Benjamin Raich | Austria | 246    |
| Plata  | Carlo Janka    | Suiza   | 216    |
| Bronce | Ivica Kostelić | Croacia | 172    |

## Ganadores por disciplina - femenino

### General
| Puesto | Nombre       | País           | Puntos |
| ------ | ------------ | -------------- | ------ |
| Oro    | Lindsey Vonn | Estados Unidos | 1671   |
| Plata  | Maria Riesch | Alemania       | 1516   |
| Bronce | Anja Paerson | Suecia         | 1047   |

### Descenso
| Puesto | Nombre       | País           | Puntos |
| ------ | ------------ | -------------- | ------ |
| Oro    | Lindsey Vonn | Estados Unidos | 725    |
| Plata  | Maria Riesch | Alemania       | 556    |
| Bronce | Anja Paerson | Suecia         | 385    |

### Eslalon
| Puesto | Nombre         | País     | Puntos |
| ------ | -------------- | -------- | ------ |
| Oro    | Maria Riesch   | Alemania | 493    |
| Plata  | Kathrin Zettel | Austria  | 490    |
| Bronce | Marlies Schild | Austria  | 420    |

### Eslalon Gigante
| Puesto | Nombre         | País      | Puntos |
| ------ | -------------- | --------- | ------ |
| Oro    | Kathrin Hölzl  | Alemania  | 471    |
| Plata  | Kathrin Zettel | Austria   | 394    |
| Bronce | Tina Maze      | Eslovenia | 372    |

### Super Gigante
| Puesto | Nombre           | País           | Puntos |
| ------ | ---------------- | -------------- | ------ |
| Oro    | Lindsey Vonn     | Estados Unidos | 620    |
| Plata  | Elisabeth Goergl | Austria        | 300    |
| Bronce | Nadia Styger     | Suiza          | 291    |

### Combinada
| Puesto | Nombre               | País           | Puntos |
| ------ | -------------------- | -------------- | ------ |
| Oro    | Lindsey Vonn         | Estados Unidos | 160    |
| Plata  | Anja Paerson         | Suecia         | 150    |
| Bronce | Michaela Kirchgasser | Austria        | 130    |

## Copa de las Naciones

### Prueba por Equipos Final
| Puesto | País            | Puntos |
| ------ | --------------- | ------ |
| Oro    | República Checa | 400    |
| Plata  | Suiza           | 320    |
| Bronce | Austria         | 240    |

### Clasificación Final de la Copa de las Naciones
| Puesto | País    | Puntos |
| ------ | ------- | ------ |
| Oro    | Austria | 9.207  |
| Plata  | Suiza   | 7.263  |
| Bronce | Italia  | 5.093  |

## Calendario

### Masculino
| Día      | Lugar                           | Prueba          | Ganador                       |
| 25.10.09 | Sölden Austria                  | Eslalon Gigante | Didier Cuche Suiza            |
| 15.11.09 | Levi Finlandia                  | Eslalon         | Reinfried Herbst Austria      |
| 28.11.09 | Lake Louise Canadá              | Descenso        | Didier Cuche Suiza            |
| 29.11.09 | Lake Louise Canadá              | Super Gigante   | Manuel Osborne-Paradis Canadá |
| 04.12.09 | Beaver Creek Estados Unidos     | Combinada       | Carlo Janka Suiza             |
| 05.12.09 | Beaver Creek Estados Unidos     | Descenso        | Carlo Janka Suiza             |
| 06.12.09 | Beaver Creek Estados Unidos     | Eslalon Gigante | Carlo Janka Suiza             |
| 11.12.09 | Val d'Isere Francia             | Combinada       | Benjamin Raich Austria        |
| 12.12.09 | Val d'Isere Francia             | Super Gigante   | Michael Walchhofer Austria    |
| 13.12.09 | Val d'Isere Francia             | Eslalon Gigante | Marcel Hirscher Austria       |
| 18.12.09 | Val Gardena Italia              | Super Gigante   | Aksel Lund Svindal Noruega    |
| 19.12.09 | Val Gardena Italia              | Descenso        | Manuel Osborne-Paradis Canadá |
| 20.12.09 | Alta Badia Italia               | Eslalon Gigante | Massimiliano Blardone Italia  |
| 21.12.09 | Alta Badia Italia               | Eslalon         | Reinfried Herbst Austria      |
| 29.12.09 | Bormio Italia                   | Descenso        | Andrej Jerman Eslovenia       |
| 06.01.10 | Zagreb Croacia                  | Eslalon         | Giuliano Razzoli Italia       |
| 10.01.10 | Adelboden Suiza                 | Eslalon         | Julien Lizeroux Francia       |
| 15.01.10 | Wengen Suiza                    | Combinada       | Bode Miller Estados Unidos    |
| 16.01.10 | Wengen Suiza                    | Descenso        | Carlo Janka Suiza             |
| 17.01.10 | Wengen Suiza                    | Eslalon         | Ivica Kostelić Croacia        |
| 22.01.10 | Kitzbühel Austria               | Super Gigante   | Didier Cuche Suiza            |
| 23.01.10 | Kitzbühel Austria               | Descenso        | Didier Cuche Suiza            |
| 24.01.10 | Kitzbühel Austria               | Eslalon         | Felix Neureuther Alemania     |
| 24.01.10 | Kitzbühel Austria               | Combinada       | Ivica Kostelić Croacia        |
| 26.01.10 | Schladming Austria              | Eslalon         | Reinfried Herbst Austria      |
| 29.01.10 | Kranjska Gora Eslovenia         | Eslalon Gigante | Ted Ligety Estados Unidos     |
| 30.01.10 | Kranjska Gora Eslovenia         | Eslalon Gigante | Marcel Hirscher Austria       |
| 31.01.10 | Kranjska Gora Eslovenia         | Eslalon         | Reinfried Herbst Austria      |
| 06.03.10 | Kvitfjell Noruega               | Descenso        | Didier Cuche Suiza            |
| 07.03.10 | Kvitfjell Noruega               | Super Gigante   | Erik Guay Canadá              |
| 10.03.10 | Garmisch Partenkirchen Alemania | Descenso        | Carlo Janka Suiza             |
| 11.03.10 | Garmisch Partenkirchen Alemania | Super Gigante   | Erik Guay Canadá              |
| 12.03.10 | Garmisch Partenkirchen Alemania | Eslalon Gigante | Carlo Janka Suiza             |
| 13.03.10 | Garmisch Partenkirchen Alemania | Eslalon         | Felix Neureuther Alemania     |

### Femenino
| Día      | Lugar                           | Prueba          | Ganadora                        |
| 24.10.09 | Sölden Austria                  | Eslalon Gigante | Tanja Poutiainen Finlandia      |
| 14.11.09 | Levi Finlandia                  | Eslalon         | Maria Riesch Alemania           |
| 28.11.09 | Aspen Estados Unidos            | Eslalon Gigante | Kathrin Hölzl Alemania          |
| 29.11.09 | Aspen Estados Unidos            | Eslalon         | Šárka Záhrobská República Checa |
| 04.12.09 | Lake Louise Canadá              | Descenso        | Lindsey Vonn Estados Unidos     |
| 05.12.09 | Lake Louise Canadá              | Descenso        | Lindsey Vonn Estados Unidos     |
| 06.12.09 | Lake Louise Canadá              | Super Gigante   | Elisabeth Goergl Austria        |
| 12.12.09 | Åre Suecia                      | Eslalon Gigante | Tessa Worley Francia            |
| 13.12.09 | Åre Suecia                      | Eslalon         | Sandrine Aubert Francia         |
| 18.12.09 | Val d'Isere Francia             | Combinada       | Lindsey Vonn Estados Unidos     |
| 20.12.09 | Val d'Isere Francia             | Super Gigante   | Fraenzi Aufdenblatten Suiza     |
| 28.12.09 | Lienz Austria                   | Eslalon Gigante | Kathrin Hölzl Alemania          |
| 29.12.09 | Lienz Austria                   | Eslalon         | Marlies Schild Austria          |
| 03.01.10 | Zagreb Croacia                  | Eslalon         | Sandrine Aubert Francia         |
| 08.01.10 | Haus im Ennstal Austria         | Descenso        | Lindsey Vonn Estados Unidos     |
| 09.01.10 | Haus im Ennstal Austria         | Descenso        | Lindsey Vonn Estados Unidos     |
| 10.01.10 | Haus im Ennstal Austria         | Super Gigante   | Lindsey Vonn Estados Unidos     |
| 12.01.10 | Flachau Austria                 | Eslalon         | Marlies Schild Austria          |
| 16.01.10 | Maribor Eslovenia               | Eslalon Gigante | Kathrin Zettel Austria          |
| 17.01.10 | Maribor Eslovenia               | Eslalon         | Kathrin Zettel Austria          |
| 22.01.10 | Cortina d'Ampezzo Italia        | Super Gigante   | Lindsey Vonn Estados Unidos     |
| 23.01.10 | Cortina d'Ampezzo Italia        | Descenso        | Lindsey Vonn Estados Unidos     |
| 24.01.10 | Cortina d'Ampezzo Italia        | Eslalon Gigante | Tanja Poutiainen Finlandia      |
| 29.01.10 | St. Moritz Suiza                | Combinada       | Anja Paerson Suecia             |
| 30.01.10 | St. Moritz Suiza                | Descenso        | Maria Riesch Alemania           |
| 31.01.10 | St. Moritz Suiza                | Super Gigante   | Lindsey Vonn Estados Unidos     |
| 06.03.10 | Crans Montana Suiza             | Descenso        | Lindsey Vonn Estados Unidos     |
| 07.03.10 | Crans Montana Suiza             | Super Gigante   | Dominique Gisin Suiza           |
| 10.03.10 | Garmisch Partenkirchen Alemania | Descenso        | Maria Riesch Alemania           |
| 11.03.10 | Garmisch Partenkirchen Alemania | Eslalon Gigante | Tina Maze Eslovenia             |
| 12.03.10 | Garmisch Partenkirchen Alemania | Super Gigante   | Lindsey Vonn Estados Unidos     |
| 13.03.10 | Garmisch Partenkirchen Alemania | Eslalon         | Marlies Schild Austria          |

- Datos: Q5161